# تسينغ ليان سونغ
تسينغ ليان سونغ (بالصينية المبسطة: 曾联松؛ بالصينية التقليدية: 曾聯松؛ بطريقة بينئين: Zēng Liánsōng)؛ (17 ديسمبر 1917 － 19 أكتوبر 1999) هو مصمم علم جمهورية الصين الشعبية ويتحدر من ضاحية (رويا/روي آن) التابعة لمدينة ونجو بمقاطعة تشيجيانغ على الساحل الشرقي للصين.
دخل سونغ قسم الاقتصاد في الجامعة المركزية الوطنية (جامعة نانجينغ حاليا) في عام 1936، وأثناء الحرب اليابانية الصينية الثانية شارك في مجابهة القوات اليابانية، وكان كذلك عضوا في لجنة شانغهاي للمؤتمر الاستشاري السياسي الشعبي الصيني.